# Vojtech Horváth
Vojtech Horváth (ur. 28 czerwca 1984 w Dunajskiej Stredzie) – słowacki piłkarz występujący na pozycji pomocnika.
Pierwszym klubem w seniorskiej karierze zawodnika był FC ŠTK 1914 Šamorín, po czym trafił on do Interu Bratysława, gdzie występował w latach 2004–2008 (z przerwą w rundzie jesiennej sezonu 2006/2007, w którym grał w zespole ŠK Eldus Močenok). Wiosną 2009 roku był zawodnikiem FC Petržalka 1898, a następnie przeszedł do FK AS Trenčín, gdzie grał do końca sezonu 2011/2012. Od 2012 roku jest zawodnikiem Nieciecza KS. Piłkarz występował również w juniorskich reprezentacjach Słowacji. Bratem zawodnika jest inny piłkarz, Csaba Horváth.